# Santa Margarida Paulista
Santa Margarida Paulista é um distrito do município brasileiro de Ferraz de Vasconcelos, que integra a Região Metropolitana de São Paulo.

## História

### Formação administrativa
- Distrito criado pela Lei n° 3.198 de 23/12/1981, com sede no Bairro Santa Margarida e com território desmembrado do distrito de Ferraz de Vasconcelos[3][4].

## Geografia

### População
| Crescimento população urbana | Crescimento população urbana | Crescimento população urbana | Crescimento população urbana |
| Censo                        | Pop.                         |                              | %±                           |
| ---------------------------- | ---------------------------- | ---------------------------- | ---------------------------- |
| 1991                         | 16 196                       |                              | —                            |
| 2000                         | 23 484                       |                              | 45,0%                        |
| 2010                         | 27 814                       |                              | 18,4%                        |
| Fonte: IBGE e Fundação SEADE |                              |                              |                              |

Pelo Censo 2010 (IBGE) a população total e urbana do distrito era de 27 814 habitantes.

### Área territorial
A área territorial do distrito é de 2,042 km².

## Serviços públicos

### Registro civil
Feito na sede do município, pois o distrito não possui Cartório de Registro Civil das Pessoas Naturais.

## Infraestrutura

### Saneamento
O serviço de abastecimento de água é feito pela Companhia de Saneamento Básico do Estado de São Paulo (SABESP).

### Energia
A responsável pelo abastecimento de energia elétrica é a EDP São Paulo, antiga Bandeirante Energia.